# Terry Wey
Terry Wey (* 15. September 1985 in Bern) ist ein schweizerisch-US-amerikanischer Countertenor.

## Werdegang
Terry Wey wurde 1985 in eine schweizerisch-amerikanische Musikerfamilie geboren und erhielt eine Gesangsausbildung als Solist der Wiener Sängerknaben sowie eine Klavierausbildung. Sein Bruder Lorin (* 1990) ist ebenfalls Sänger. Er studierte unter anderem am Wiener Konservatorium bei Kurt Equiluz und Christine Schwarz.
Ab 2003 begann sich Wey in der internationalen Konzert- und Opernszene zu etablieren. Er interpretierte dabei so unterschiedliche Rollen wie Rinaldo (Händel: Rinaldo), Andronico (Legrenzi: Il Giustino), Roma und Religione (Landi: Il Sant’Alessio), Ruggiero (Vivaldi: Orlando furioso), Oberon (Britten: A Midsummer Night’s Dream) oder Echnaton (Glass: Akhnaten). Als erster Countertenor überhaupt trat Terry Wey bei den Bayreuther Festspielen auf, im Rahmen der Uraufführung Der verschwundene Hochzeiter von Klaus Lang.
Weys Liebe zur Renaissancemusik führte zur Gründung des Vokalensembles Cinquecento. Seine Diskografie umfasst neben den CDs von Cinquecento auch Gesamtaufnahmen von Albinonis Il nascimento dell’Aurora, Händels Israel in Egypt und Faramondo sowie Bachs h-Moll-Messe unter Marc Minkowski und Pergolesis Stabat Mater.

## Diskografie (Auswahl)
Als Solokünstler
- Terry Wey – Soprano, Alto, Tenore. Ensemble: Consortium Manicale Viennensis, Leitung: Raphael Handschuh. Label: Ritt Sound (2003).
- Laudate Pueri – Baroque Christmas, mit Lorin Wey. Ensemble: Clemencic Consort, Leitung: René Clemencic. Label: Oehms Classics (2004).
- Tomaso Albinoni: Il nascimento dell’Aurora, mit Krisztina Jónás, Radu Marian, Gernot Heinrich, Adrineh Simonian. Ensemble: Clemencic Consort, Leitung: René Clemencic. Label: Oehms Classics (2007).
- Johann Sebastian Bach: Hohe Messe in h-Moll, mit Lucy Crowe, Joanne Lunn, Julia Lezhneva, Blandine Staskiewicz, Nathalie Stutzmann, Colin Balzer, Markus Brutscher, Christian Immler, Luca Tittoto. Ensemble: Les Musiciens du Louvre Grenoble, Leitung: Marc Minkowski. Label: naïve (2008).
- Georg Friedrich Händel: Israel in Egypt, mit Antonia Bourvé, Cornelia Winter, Terry Wey, Michael Hofmeister, Jan Kobow, Konstantin Wolff, Markus Flaig. Chor: Vocalensemble Rastatt, Orchester: Les Favorites. Leitung: Holger Speck. Label: Carus (2008).
- Georg Friedrich Händel: Faramondo, mit Max Emanuel Cencic, Sophie Karthäuser, Philippe Jaroussky, Marina de Liso, Xavier Sabata. Chor: Coro della Radio Svizzera, Orchester: I Barocchisti. Leitung: Diego Fasolis. Label: EMI/Virgin (2008).
- Johann Adolph Hasse: Sanctus Petrus et Sancta Maria Magdalena, mit Kirsten Blaise, Heidrun Kordes, Vivica Genaux, Jacek Laszczkowski. Chor und Orchester der Ludwigsburger Schlossfestspiele, Leitung: Michael Hofstetter. Label: SWR/Oehms Classics (2010).
- Johann Sebastian Bach: Missae Breves BWV 233 und 236, mit Eugénie Warnier, Emiliano Gonzalez-Toro, Christian Immler. Ensemble: Pygmalion, Leitung: Raphaël Pichon. Label: alpha (2010).
- Giovanni Battista Pergolesi: Stabat Mater, mit Valer Barna-Sabadus. Ensemble: Neumeyer Consort, Chor: Barock Vokal Mainz. Dirigent: Michael Hofstetter. Label: Oehms Classics (2012).
- Johann Sebastian Bach: Hohe Messe in h-Moll mit Hana Blažíková, Sophie Harmsen, Eric Stoklossa, Tomáš Král, Marian Krejcik. Orchester: Collegium 1704, Chor: Collegium Vocale 1704. Dirigent: Václav Luks. Label: Accent (2013).
- Jan Dismas Zelenka: Missa Paschalis und Litaniae Omnium Sanctorum, mit Gabriela Eibenová, Cyril Auvity, Marián Krejcik. Orchester: Ensemble Inégal, Prague Baroque Soloists. Dirigent: Adam Viktora. Label: Nibiru (2013).
- Johann Sebastian Bach: Bach-Kantaten N°15 (BWV 36, 168 und 166), mit Nuria Rial, Noëmi Sohn Nad, Claude Eichenberger, Antonia Frey, Johannes Kaleschke, Gerd Türk, Klaus Häger, Peter Harvey, Markus Volpert. Chor und Orchester der J. S. Bach-Stiftung. Dirigent: Rudolf Lutz. Label: J.S. Bach-Stiftung (2015).
- Agostino Steffani: Niobe, regina di Tebe, mit Karina Gauvin, Philippe Jaroussky, Christian Immler, Amanda Forsythe, Aaron Sheehan, Jesse Blumberg, Colin Balzer, José Lemos. Orchester: Boston Early Music Festival Orchestra. Leitung: Paul O’Dette und Stephen Stubbs. Label: Erato (2015).
- Johann Sebastian Bach: Markuspassion, mit Daniel Johannsen, Hanno Müller-Brachmann, Gudrun Sidonie Otto, Stephan MacLeod, Knabenkantorei Basel. Orchester: Capriccio Barockorchester. Dirigent: Markus Teutschbein. Label: Rondeau (2015).
- Johann Sebastian Bach: Bach-Kantaten N°16 (BWV 30, 158 und 9), mit Julia Sophie Wagner, Julia Doyle, Alex Potter, Jakob Pilgram, Charles Daniels, Klaus Mertens, Peter Harvey, Chor und Orchester der J. S. Bach-Stiftung. Dirigent: Rudolf Lutz. Label: J.S. Bach-Stiftung (2016).
- Johann David Heinichen: Italian Cantatas & Concertos, mit Marie Friederike Schöder. Ensemble: Batzdorfer Hofkapelle. Label: Accent (2016).
- Pietro Torri, Domenico Sarro u. a.: Pace e guerra – Arias for Bernacchi, Orchester: Bach Consort Wien, Dirigent: Rubén Dubrovsky. Label: Deutsche Harmonia Mundi (2017).
- Benedetto Marcello: Conserva me Domine, mit Jürgen Banholzer, Ensemble: La Gioia Armonica. Guest appearences: Valer Barna-Sabadus, Vivica Genaux. Label: cpo (2017).
- Johann Sebastian Bach: Johannespassion, mit Nicholas Phan, Jesse Blumberg, Amanda Forsythe, Christian Immler, Jeffrey Strauss. Orchester: Apollo’s Fire Baroque Orchestra. Dirigentin: Jeannette Sorrell. Label: avio (2017).
- Nicola Antonio Porpora: Il verbo in carne, mit Roberta Invernizzi, Martin Vanberg. Orchester: Kammerorchester Basel, Dirigent: Riccardo Minasi. Label: Sony (2018).
- Carl Heinrich Graun: Iphigenia in Aulis, mit Andreas Heinemeyer, Santa Karnite, Mirko Ludwig, Genevieve Tschumi, Dominik Wörner, Hanna Zumsande. Orchester: barockwerk hamburg, Dirigentin: Ira Hochman. Label: cpo (2023).

DVD
- Stefano Landi: Il Sant’Alessio, mit Philippe Jaroussky, Max Emanuel Cencic, Alain Buet, Luigi de Donato, Xavier Sabata, Damien Guillon, José Lemos, Pascal Bertin, Jean-Paul Bonnevalle. Regie: Benjamin Lazar. Orchester: Les Arts Florissants, Leitung: William Christie. Label: EMI/Virgin (2008).
- Claudio Monteverdi: Il ritorno d’Ulisse in patria, mit Kobie van Rensburg, Christine Rice, Cyril Auvity, Claire Debono, Joseph Cornwell, Umberto Chiummo, Juan Sancho, Xavier Sabata, Ed Lyon, Luigi De Donato, Robert Burt, Hanna Bayodi-Hirt, Marina Rodríguez-Cusí, Sonya Yoncheva. Regie: Pier Luigi Pizzi. Orchester: Les Arts Florissants, Leitung: William Christie. Label: Dynamic (2010).
- Francesco Cavalli: La Didone, mit: Anna Bonitatibus, Kresimir Spicer, Xavier Sabata, Claire Debono, Katherine Watson, Tehila Nini Goldstein, Mariana Rewerski, Valerio Contaldo, Mathias Vidal, Maria Streijffert, Victor Torres, Joseph Cornwell, Francisco Javier Borda. Regie: Clément Hervieu-Léger. Orchester: Les Arts Florissants, Leitung: William Christie. Label: Opus arte (2012).
- Johann Sebastian Bach: Es ist ein trotzig und verzagt Ding. Kantate BWV 176. Rudolf Lutz, Chor und Orchester der J. S. Bach-Stiftung, Monika Mauch (Sopran), Terry Wey (Altus), Manuel Walser (Bass). Samt Einführungsworkshop sowie Reflexion von Christina aus der Au. Gallus Media, 2014.[3]
- Johann Sebastian Bach: Wahrlich, wahrlich, ich sage euch. Kantate BWV 86. Rudolf Lutz, Chor und Orchester der J. S. Bach-Stiftung, Terry Wey (Altus), Johannes Kaleschke (Tenor), Markus Volpert (Bass). Samt Einführungsworkshop sowie Reflexion von Rudolf Wachter. Gallus Media, 2015.[4]
- Johann Sebastian Bach: Freue dich, erlöste Schar. Kantate BWV 30. Rudolf Lutz, Chor und Orchester der J. S. Bach-Stiftung, Julia Sophie Wagner (Sopran), Terry Wey (Altus), Jakob Pilgram (Tenor), Klaus Mertens (Bass). Samt Einführungsworkshop sowie Reflexion von Rolf Soiron. Gallus Media, 2016.[5]
- Johann Sebastian Bach: Ein feste Burg ist unser Gott. Kantate BWV 80. Rudolf Lutz, Chor und Orchester der J. S. Bach-Stiftung, Dorothee Mields (Sopran), Terry Wey (Altus), Bernhard Berchtold (Tenor), Klaus Mertens (Bass). Samt Einführungsworkshop sowie Reflexion von Johannes Anderegg. Gallus Media, 2017.[6]
- Chaya Czernowin: Heart Chamber, Oper in 4 Akten und 8 Close-ups, Uraufführung: 15. November 2019, Deutsche Oper Berlin, Deutschland; Auftragswerk der Deutschen Oper Berlin. Naxos (2021).

Im Ensemble
- Music for the court of Maximilian II (2006)
- Jacobus Regnart: Missa super Oeniades Nymphae (2007)
- Philippe de Monte: Missa Ultimi miei sospiri (2008)
- Jacobus Vaet: Missa Ego flos campi (2009)
- Adrian Willaert: Missa Mente tota (2010)
- Philipp Schoendorff: The Complete Works (2011)
- The Art of the Cigar (2011)
- Das Augsburger Liederbuch (2011)
- Josquin Desprez: Missa Ave Maris Stella (2011)
- Jean Richafort: Requiem (2012)
- Bach & Luther (2012)
- Josquin Desprez: De Profundis (2012)
- The Eton Choirbook (2012)
- Fürchte dich nicht – Johann Sebastian Bach: Kantaten BWV 90, 153 und 88, Etcetera Records (2013)
- Amorosi Pensieri, Songs for the Habsburg Court, hyperion und Deutschlandfunk (2014)
- Actus tragicus – Johann Sebastian Bach: Kantaten BWV 106 und 125, Etcetera Records (2014)
- Wolfgang Rihm: Et Lux, ECM Records (2015)
- Orlandus Lassus: Missa super Dixit Joseph, hyperion (2015)
- Johannes Heroldt: Matthäuspassion, cpo (2016)
- Jean Guyot de Chatelet: Te Deum Laudamus, hyperion (2017)
- Giovanni Pierluigi da Palestrina: Lamentationes Liber secundus, hyperion (2019)
- Johannes de Cleve: Missa Rex Babylonis, hyperion (2020)
- Johannes Eccard, Jacob Handl u. a.: Die Zeit nunmehr vorhanden ist – Weihnachtliche Vokalmusik, Christophorus (2020)
- Heinrich Isaac: Missa Wohlauff gut Gsell von Hinnen, hyperion (2021)
- Jakob Regnart: Missa Christ ist erstanden, hyperion (2021)

Als Knabensopran
- Terry Wey – Born to Sing (1997)
- Terry Wey – O Holy Night (1998)
- Gustav Mahler: Das klagende Lied (1998)
- 500 Jahre Wiener Sängerknaben (1998)